# Līvli (газета)
Līvli («Лівлі»; «Лівонець») — лівська щомісячна газета. Найстарша лівська газета і одна з найстаріших латвійських газет.
Перший номер вийшов 1931 року накладом 500 примірників, редактором був Андрій Шталерс. З 1933 по 1939 головним редактором був Карліс Сталте. Видання припинено в 1939 у зв'язку з початком Другої світової війни.
У 1992 стало виходити періодичне видання з тією ж назвою, але латвійською мовою. До 2006 вийшло понад 70 номерів.
Газета Līvli є спадщиною лівскої культури. У виданні публікувалися багато відомих лівських поетів і письменників.